# Flying Dragons
I Flying Dragons (in cinese tradizionale: 飛龍幫; semplificato: 飞龙帮; Jyutping: Fei1lung4bong1), noti anche con l'acronimo FDS, erano una gang di strada sino-americana che ha avuto un ruolo di rilievo nel quartiere di Chinatown a New York dagli anni ’70 fino all’inizio degli anni ’90.
Il gruppo fu fondato nel 1967 da immigrati cinesi, in gran parte provenienti da Hong Kong, ed era affiliato alla società segreta Hip Sing Tong. Durante gli anni ’80, i Flying Dragons furono coinvolti in violenti conflitti per il controllo del territorio con altre gang emergenti, come i Ghost Shadows e i White Tigers. Le loro attività criminali includevano estorsioni, rapimenti, omicidi, racket e gioco d’azzardo illegale. A partire dalla metà degli anni ’80, il gruppo cominciò a operare attivamente nel traffico di eroina, approfittando del vuoto lasciato dalla mafia italo-americana dopo le indagini e condanne legate al cosiddetto Pizza Connection, che avevano indebolito la capacità dei clan italiani di gestire quel traffico.

## Caratteristiche
Analogamente alle triadi cinesi o alla yakuza giapponese, i Flying Dragons erano composti principalmente da membri appartenenti alla stessa etnia, in questo caso sino-americana.
Questa struttura etnicamente omogenea, almeno per un certo periodo, ha reso la gang più difficile da infiltrare rispetto alle organizzazioni criminali occidentali, garantendo un certo livello di protezione dall’intervento delle forze dell’ordine al di fuori del loro contesto culturale e territoriale d’origine.

## Attività
Si ritiene che i Flying Dragons abbiano gestito operazioni significative non solo nel quartiere di Chinatown a New York, ma anche in altre Chinatown degli Stati Uniti e persino a Hong Kong.
Come molte altre gang, i Flying Dragons erano pesantemente coinvolti nel traffico illecito di droga, in particolare eroina.
Il leader del gruppo, Johnny Eng, noto con il soprannome di “Onionhead”, fu arrestato e condannato nel 1992 per aver orchestrato un traffico internazionale di eroina. Secondo i procuratori federali, le prove a suo carico includevano il sequestro di oltre 130 chili di eroina introdotti a New York nascosti in peluche, legati ai corrieri o sigillati all’interno di macchinari in acciaio usati per lavare i germogli di soia. Nel 1994, le autorità statunitensi assestarono quello che definirono un duro colpo all’ultima delle grandi gang tradizionali di Chinatown, incriminando 33 presunti membri dei Flying Dragons per reati federali legati al racket. Le accuse includevano:
- 3 omicidi
- 12 tentati omicidi
- traffico di eroina
- gioco d’azzardo illegale
- estorsioni
- incendi dolosi
- rapine[6]

## Leadership

### Michael Chen e Johnny Eng
Sebbene l’attuale leadership dei Flying Dragons sia sconosciuta, il boss più noto nella storia della gang è stato Johnny "Onionhead" Eng, conosciuto anche come "Machinegun Johnny". La sua figura dominò la banda dalla sua ascesa al potere nei primi anni ’80 fino alla sua incarcerazione negli anni ’90. Secondo quanto riportato da diverse fonti, Eng emigrò da Hong Kong agli Stati Uniti all’inizio degli anni ’70, quando aveva circa 13 anni. La sua salita al vertice della gang è datata 1983, subito dopo l'omicidio del suo predecessore, Michael Chen, avvenuto nella primavera di quello stesso anno.
Chen, soprannominato "The Scientist" per il suo atteggiamento freddo e controllato, fu assassinato davanti alla sede della cooperativa di credito Hip Sing, colpito da 14 proiettili, di cui quattro sparati direttamente agli occhi. Questo brutale omicidio spianò la strada a Eng, che ne prese il posto alla guida della gang.

## Vietnamese Flying Dragons
I Vietnamese Flying Dragons erano una ramificazione dei Flying Dragons composta principalmente da membri di origine vietnamita. Tra i suoi ex componenti figura David Thai, un rifugiato vietnamita entrato nella gang nel 1983.
Thai decise di abbandonare il gruppo nel 1987, profondamente deluso dal trattamento riservato ai membri vietnamiti, spesso considerati di basso rango all’interno dell’organizzazione. Questi membri erano soprannominati coffee boys e venivano usati per i crimini più rischiosi, come rapine e omicidi, mentre erano esclusi dalle attività più redditizie, come il traffico di droga, riservate ai ranghi superiori della gang principale.
In seguito alla sua uscita, David Thai fondò una propria gang, destinata a diventare una rivale temibile dei Flying Dragons, chiamata Born to Kill. Questo nuovo gruppo iniziò ben presto a competere con i Flying Dragons e i Ghost Shadows per il controllo e il territorio di Chinatown.

## Attività internazionali
I Flying Dragons affondano le loro radici a Hong Kong, dove in passato hanno mantenuto una presenza operativa attiva. Secondo diverse fonti, il gruppo sarebbe stato coinvolto in attività criminali anche all'estero, in particolare in Canada e Australia, dove avrebbe esteso le proprie operazioni nel corso del tempo.